# Alberico Semeraro
Alberico Semeraro (Martina Franca, 19 gennaio 1903 – Francavilla Fontana, 24 maggio 2000) è stato un vescovo cattolico italiano, fondatore della congregazione delle Oblate di Nazareth. Attualmente è stato proclamato Servo di Dio.

## Biografia
Apparteneva a una ricca famiglia di possidenti.
Si preparò al sacerdozio nel seminario-convitto vescovile di Conversano e nel seminario maggiore di Roma, conseguendo la laurea in teologia e la licenza in diritto canonico.
Fu ordinato prete l'11 aprile 1925.
Fu assistente diocesano dell'Azione cattolica di Taranto e nel 1937 fu nominato parroco, esercitando tale ufficio fino alla sua elezione a vescovo di Oria, avvenuta il 1º maggio 1947. Ricevette la consacrazione episcopale nella cattedrale di Taranto.
Nel 1956 fondò il nuovo istituto religioso delle Oblate di Nazareth.
Nel 1957 papa Pio XII gli conferì la dignità di assistente al Soglio Pontificio.
Prese parte alle quattro sessioni del Concilio Vaticano II.
Il 17 marzo 1978 rinunciò alla sede residenziale per raggiunti limiti di età.
Mentre era vescovo emerito di Oria, nel 1984 rifondò l'Accademia Imperiali, per la promozione degli studi e della ricerca scientifica e letteraria.
È sepolto nella cappella di Villa Betania, la casa delle Oblate di Nazareth a Lanzo di Martina Franca.
Il 7 marzo 2023, Papa Francesco sancisce l'avvio della causa di beatificazione, nominandolo Servo di Dio.

## Genealogia episcopale
La genealogia episcopale è:
- Cardinale Scipione Rebiba
- Cardinale Giulio Antonio Santori
- Cardinale Girolamo Bernerio, O.P.
- Arcivescovo Galeazzo Sanvitale
- Cardinale Ludovico Ludovisi
- Cardinale Luigi Caetani
- Cardinale Ulderico Carpegna
- Cardinale Paluzzo Paluzzi Altieri degli Albertoni
- Papa Benedetto XIII
- Papa Benedetto XIV
- Cardinale Enrico Enriquez
- Arcivescovo Manuel Quintano Bonifaz
- Cardinale Buenaventura Córdoba Espinosa de la Cerda
- Cardinale Giuseppe Maria Doria Pamphilj
- Papa Pio VIII
- Papa Pio IX
- Cardinale Gustav Adolf von Hohenlohe-Schillingsfürst
- Arcivescovo Salvatore Magnasco
- Cardinale Gaetano Alimonda
- Cardinale Agostino Richelmy
- Arcivescovo Angelo Bartolomasi
- Arcivescovo Ferdinando Bernardi
- Vescovo Alberico Semeraro